# Stern (A963)
Pour les articles homonymes, voir Stern.
Le Stern (A963) est un patrouilleur garde-côte de la composante marine de l'armée belge.
Il a été mis en service en 2000 à la base navale de Zeebruges. Sa ville marraine est Vilvorde et il a été baptisé par Celie Dehaene, échevine de cette commune belge.

## Histoire
Le Stern a été construit sur le chantier naval suédois Karlskronavarvet en 1979 et lancé comme KBV 171, navire de la Garde Côtière. Sa coque est en polyester et avait été conçue pour un projet de dragueurs de mines identiques à la classe Landsort de chasseurs de mines (1982-1992). Son rallongement de coque a permis l'installation d'un pont hélicoptère.
Racheté en 1998 par la marine belge il est mis en service en 2000 comme navire d'assistance.
Le Stern sera bientôt vendu à un particulier et à donc fini son service au près de la marine belge.  Il est retire du service actif le 12 septembre 2014.

## Mission
La mission principale de ce patrouilleur est de participer au contrôle des zones de pêche dans un cadre multinational dans les eaux de la communauté européenne.
Il participe aussi à des missions de lutte  contre la pollution, des actions de police et de douane, des missions d'assistance à la plongée et au déminage et de formation auprès des personnels.

### Note et référence
- (nl) Cet article est partiellement ou en totalité issu de l’article de Wikipédia en néerlandais intitulé « A963 Stern » (voir la liste des auteurs).